# Răzvan Raț
Răzvan Dinca Rat (Piatra-Olt, el 26 de maig de 1981) és un exjugador professional de futbol romanès que jugava com a lateral esquerre.